# George Evans
Pour les articles homonymes, voir George Evans (homonymie).
George Evans est un dessinateur américain né le 5 février 1920 à Harwood en Pennsylvanie et mort le 22 juin 2001. Il a travaillé pour de nombreux éditeurs de comics dont EC Comics et DC Comics. Il a aussi dessiné le comic strip Secret Agent Corrigan de 1980 à 1996.

## Biographie
George Evans naît le 5 février 1920 à Harwood en Pennsylvanie. Très jeune il est attiré par le monde de l'aviation qu'il découvre à la lecture de pulps magazines tels que Sky Birds . À 15 ans il fait publier un de ses premiers dessins et un poème dans un de ces pulps, Daredevil Aces. Il continuera, par la suite, à fournir des illustrations pour d'autres de ces magazines. Étant ainsi attiré par le dessin, il suit des études en art à l'université de Scranton. Quand la Seconde Guerre mondiale éclate, c'est tout naturellement qu'il essaie de se faire enrôler dans l'aviation comme pilote mais n'ayant pas une vue parfaite, il est engagé comme mécanicien sur la base aérienne de Shaw Field en Caroline du Sud. Après la guerre, il commence un travail d'illustrateur pour l'éditeur de comics Fiction house. Là il commence par illustrer des biographies d'aviateurs publiées dans Wings comics et des pages d'informations sur la jungle dans Jungle Comics. Son premier travail dont la trace est assurée est une série de dessins accompagnant la biographie de l'aviateur Butch O'Hare  publiée dans Wings Comics no 72 
d'août 1946. Son éditeur lui propose ensuite de réaliser des bandes dessinées. Sa première est The Mecho-Men of Mars publiée par Fiction House dans le no 46 de Planet Comics en janvier 1947. George Evans, qui parallèlement a repris ses études à l'école d'art Art Students League of New York, travaille donc régulièrement pour Fiction house. Mais, en 1949, à la suite de problèmes internes, les responsables de cette entreprise décident de ne plus avoir des artistes sous contrat et préfèrent travailler uniquement avec des dessinateurs indépendants.
George Evans va alors proposer ses services à d'autres éditeurs, Standart tout d'abord puis, sur les conseils de ses amis Frank Frazetta et Al Williamson, à Fawcett Comics. Là il produit des romance comics, des adaptations de série télévisée ou de films et des histoires d'horreur. Malheureusement, Fawcett est en procès depuis des années avec DC pour des questions de violation de copyright. DC considère en effet que Captain Marvel, le super-héros maison de Fawcett (et dont le comics se vend mieux que ceux de Superman) est un plagiat de Superman. Comme les ventes de comics baissent et que le résultat du procès est incertain, Fawcett est sur le point de cesser toute activité d'éditeur de comics. Evans va donc de nouveau voir d'autres éditeurs et sur les conseils de Al Williamson il arrive chez EC Comics.
En septembre 1952, est publiée dans Haunt of Fear no 15 sa première histoire dessinée pour EC All Washed Up!. Il produira des histoires d'horreur, des récits historiques ou d'aventures. S'il s'entend bien avec Al Feldstein, principal rédacteur en chef de EC, qui laisse une grande liberté aux artistes, il est cependant plus mécontent des demandes de Harvey Kurtzman, rédacteur en chef des comics de guerre et d'aventures, qui oblige ses artistes à suivre scrupuleusement les esquisses qu'il leur présente. Néanmoins il se soumet à ces demandes, et Harvey Kurtzman reconnaît aisément les qualités du dessin de George Evans qui est particulièrement attentif à ne pas commettre d'erreurs lorsqu'il représente des avions.
Quand EC comics est obligé de cesser la production de ses séries d'horreur, Bill Gaine, l'éditeur cherche à proposer des comics d'un genre différent qui soient acceptables pour la comics code authority qui vient de se mettre en place. Parmi ceux-ci le comics Aces high raconte des histoires se passant exclusivement dans le monde de l'aviation durant la Première Guerre mondiale. Evans est bien sûr appelé à travailler à ce comics. Les ventes des comics de cette nouvelle direction sont mauvaises et Bill Gaines arrête l'expérience après cinq numéros. Cet arrêt de la publication de comics est justifié par ailleurs par le banqueroute du distributeur des EC Comics ref5 et les désaccords entre Gaines et les membres du CCA.
George Evans, comme la majorité des artistes de EC va entrer en contact avec d'autres éditeurs. De 1956 à 1965 Il travaillera ainsi pour Gilberton, qui édite de adaptations de classiques en bandes dessinées (Classics illustrated)  et des récits éducatifs (The World Around us),, et pour Dell. Entre autres, il adaptera des épisodes de La Quatrième Dimension (série télévisée), dessinera des récits d'aventures ou de guerre. Quand Western Printing and Lithography cesse de produire des comics pour Dell et devient une maison d'édition indépendante nommée Gold Key, Evans continue sa production pour Gold Key.
À partir de 1965, il travaille chez Warren Publishing pour les titres Eerie, Creepy, Blazing Combat où il peut retrouver d'anciens dessinateurs d'EC Comics comme Frank Frazetta, Wally Wood, John Severin, Joe Orlando... mais il reste peu de temps chez cet éditeur. À la fin des années 1960 et jusqu'en 1972, il collabore au comic strip Terry et les pirates de George Wundar. Il produit quelques comics books durant ces années. Ainsi en 1968-69, il travaille sur quelques comics de DC. À partir de 1972, DC comics publie régulièrement des récits de guerre ou des histoires fantastiques dessinées par Evans qui a donc cessé de travailler sur Terry et les pirates.  Dans les années 1970, Evans travaille alternativement pour les éditeurs DC et Gold key et quelques fois pour Marvel. En 1980 Al Williamson abandonne le comic strip Secret Agent Corrigan (anciennement Secret Agent X-9) et demande à son ami George Evans de le reprendre. Celui-ci  produira quotidiennement les planches jusqu'à sa retraite en 1996. Parallèlement il aura dessiné quelques histoires publiées dans des comics chez DC, Pacific (Vanguard Illustrated), Eclipse (Airboy), Marvel (The Nam), Dark Horse (Classic Star Wars) ou Topps. Il meurt le 22 juin 2001 de maladie.